# Sparta Nijmegen

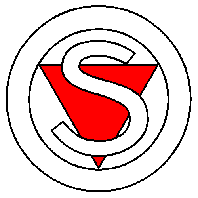
Sparta Nijmegen

Sparta Nijmegen is een gymnastiek- en turnvereniging uit Nijmegen. Sparta werd op 7 januari 1898 opgericht en is daarmee de oudste vereniging van Nijmegen. Sparta is aangesloten bij de KNGU en neemt deel aan wedstrijden.